# 55/21
55/21 è il quinto album del progetto musicale Musica Nuda (Petra Magoni e Ferruccio Spinetti), pubblicato nel 2008 per l'etichetta discografica EMI.

## Tracce
1. Pazzo il mondo!? - 2:32
2. Sì viaggiare - 3:48 (testo di Mogol; musica di Lucio Battisti)
3. Bocca di Rosa - 2:20 (testo e musica di Fabrizio De André)
4. La canzone dei vecchi amanti - 4:06
5. Fronne - 3:41
6. Io so che ti amerò (Eu sei que vou te amar) - 3:21
7. Anema e core - 1:45
8. Marinaio - 3:04
9. Two for One   - 1:10
10. It Had Better Be Tonight - 2:57
11. The Very Thought of You - 4:48
12. La pittrice di girasoli - 3:27
13. Una carezza in un pugno - 2:56 (testo di Luciano Beretta e Miki Del Prete; musica di Gino Santercole)
14. While My Guitar Gently Weeps - 2:49 (testo e musica di George Harrison)
15. Crocodail - 4:32
16. Km e dolori - 3:50
17. Basta un colpo di vento - 4:13

## Formazione
- Petra Magoni - voce
- Ferruccio Spinetti - contrabbasso